# Џоел Шумахер
Џоел Шумахер (енгл. Joel Schumacher; Њујорк, 29. август 1939 — Њујорк, 22. јун 2020) био је амерички филмски редитељ, сценариста и продуцент. Најпознатији је по филмовима Ватра Светог Елма, Изгубљени дечаци, Клијент, Осам милиметара, Време за убијање и другим.